# Beijing International Challenger 2011
Il Beijing International Challenger 2011 è stato un torneo professionistico di tennis giocato sul cemento. È stata la 2ª edizione del torneo maschile, la 2ª del torneo femminile, che fanno parte dell'ATP Challenger Tour nell'ambito dell'ATP Challenger Tour 2011 e dell'ITF Women's Circuit nell'ambito dell'ITF Women's Circuit 2011. Il torneo maschile e quello femminile si sono giocati a Pechino in Cina dal 1° al 7 agosto 2011.

## Partecipanti ATP

### Teste di serie
| Nazionalità | Giocatore         | Ranking* | Testa di serie |
| ----------- | ----------------- | -------- | -------------- |
| Israele     | Dudi Sela         | 81       | 1              |
| Giappone    | Gō Soeda          | 135      | 2              |
| Spagna      | Guillermo Olaso   | 171      | 3              |
| Israele     | Amir Weintraub    | 200      | 4              |
| Thailandia  | Danai Udomchoke   | 220      | 5              |
| Francia     | Guillaume Rufin   | 225      | 6              |
| Russia      | Denis Matsukevich | 238      | 7              |
| Slovacchia  | Marek Semjan      | 250      | 8              |

- Rankings al 25 luglio 2011.

### Altri partecipanti
Giocatori che hanno ricevuto una wild card:
- Chang Yu
- Jun Woong-sun
- Li Zhe
- Ma Yanan

Giocatori passati dalle qualificazioni:
- Kamil Čapkovič
- Lim Yong-kyu
- Junn Mitsuhashi
- Nikolaus Moser

## Partecipanti WTA

### Teste di serie
| Nazionalità   | Giocatrice          | Ranking* | Testa di serie |
| ------------- | ------------------- | -------- | -------------- |
| Thailandia    | Tamarine Tanasugarn | 79       | 1              |
| Taipei cinese | Chan Yung-jan       | 118      | 2              |
| Giappone      | Erika Sema          | 145      | 3              |
| Russia        | Nina Bratčikova     | 148      | 4              |
| Ucraina       | Tetjana Lužans'ka   | 153      | 5              |
| Cina          | Han Xinyun          | 157      | 6              |
| Francia       | Caroline Garcia     | 158      | 7              |
| Kazakistan    | Zarina Dijas        | 170      | 8              |

- Rankings al 25 luglio 2011.

### Altre partecipanti
Giocatrici che hanno ricevuto una wild card:
- Duan Yingying
- Liu Chang
- Liu Wanting
- Xu Yifan

Giocatrici passate dalle qualificazioni:
- Hu Yueyue
- Aiko Nakamura
- Zhao Di
- Zhao Yijing

## Campioni

### Singolare maschile
Farruch Dustov ha battuto in finale  Yang Tsung-hua, 6–1, 7–6(4)

### Singolare femminile
Hsieh Su-wei ha battuto in finale  Kurumi Nara, 6–2, 6–2

### Doppio maschile
Sanchai Ratiwatana /  Sonchat Ratiwatana hanno battuto in finale  Harri Heliövaara /  Michael Ryderstedt, 6(4)–7, 6–3, [10–3]

### Doppio femminile
Chan Hao-ching /  Chan Yung-jan hanno battuto in finale  Tetjana Lužans'ka /  Zheng Saisai, 6–2, 6–3